# Humanity's End
Humanity's End (2009) este un film SF regizat de Neil Johnson cu Rochelle Vallese, Jay Laisne, William David Tulin în rolurile principale.

## Prezentare
Ultimul om din univers este vânat de o rasă hibridă cunoscută ca Nephilim.
„Istoria interzisă a umanității. 
- Epoca Neanderthalienilor: Primul oraș Neanderthalian a fost construit în Africa de Sud. Societatea lor a înflorit și a ajuns în spațiul cosmic. Genetic inferiori, Homo sapiens au fost creați ca sclavi. Neanderthalienii erau obsedați de moarte. Așa că au căutat, mileniu după mileniu să decripteze ADN-ul.
- Epoca Nephilim: Au realizat o rasă superioară genetic numită Nephilim. Mulți dintre ei trăiau mii de ani, dar asta nu a fost de ajuns. Au apărut schimbări, și orașele s-au transformat în praf. Oamenii și Nephilimii au fost la un pas de dispariție. În timpul erei glaciare, rasele s-au amestecat, și puțini au rămas fideli moștenirii culturale.
- Epoca omului: În ciuda similitudinilor aparențe, creierul uman era diferit de cel Nephilim. Oamenii aveau creativitate, în timp ce comiteau acte de extremă violență. Nephelimii au exploatat aceasta creativitate și i-au ținut sub control prin devoțiunea religiei. Nephelimii erau zeii antichității. Au ținut secretă tehnologia, și creativitatea lor era folosită pentru monumente. În cele din urmă, Homo sapiens a dezvoltat puterea atomică, pentru a putea începe un război împotriva nephelimilor. Milioane au pierit și imperiul s-a prăbușit. Oamenii au triumfat. În cursul primului război atomic, oamenii au curățat Pământul de Nephilimi. Nephilimii rămași au abandonat Pământul și s-au mutat în alte lumi. Încă obsedați de ideile lor religioase, oamenii au continuat să se războiască și progresul lor a stagnat. Un om condus de idealurile Nephilim a ajuns la conducere.
- Epoca nazistă: Secretele Nephilimilor au fost descoperite. Și a început un genocid împotriva minorităților. Puterea atomului a fost redescoperită și a început războiul. Imperiul nazist s-a retras în întuneric și secret. Unii dintre naziști s-au revoltat ajungând în lumile Nephilim. Determinați să se întoarcă acasă, nephilimii și-au stabilit noul imperiul pe Marte.
- După 2012: În spațiu, oamenii au descoperit moștenirea celor 12 Maeștrii. Și s-au pregătit pentru întoarcerea lor. Și Nephilim s-au întors ca oamenii să-i venereze ca zei. Oamenii au răspuns cu armele atomice dar Pământul a rămas în ruine. [...] Nephilimii s-au întors pe Pământ, și au continuat să-i domine pe oameni. Și pentru un timp a fost ordine. Marele război de eliberare va începe. Oamenii s-au răsculat și i-au ucis pe cei 12 maeștrii Nephilimi. Cei care au rămas au fost aruncați în întunericul spațiului. Un grup de fideli ai Dr. Hatcher, s-au unit pentru a rescrie ADN uman. O navă superioară, Konstrukt, a fost construită pe una din bazele de pe Marte. Cu avantajul bio-inteligenței, nava Konstrukt a edificat multe colonii. Complet independentă de controlul uman Konstrukt și-a descoperit propriile lumi. Cu inteligența lor avansată au cucerit galaxia. Sub conducerea Konstrukts numărul oamenilor a continuat să scadă până când doar un număr mici de colonii au mai rămas. Și astfel istoria nephilimilor și a Pământului antic s-a transformat în mit și legenda.”
—Începutul filmului

## Actori/Roluri
- Neil Johnson ca Opening Narrator
- Jay Laisne ca Derasi Vorde
- Rochelle Vallese ca Contessa
- Cynthia Ickes ca Alicia
- Kari Nissena ca Gorlock
- Blake Edgerton ca Statis Konstrukt 1
- Marc Scott Zicree ca Statis Konstrukt 2
- William David Tulin ca Sorgon 387
- Peta Johnson ca Sheetak Declan (Balena albastră)
- Don Baldaramos ca General Freitag
- Joseph Darden ca Roj-Junior
- James Canino ca The Destroyer
- Maria Olsen ca Sarah 419
- Bruce Douglas ca Nephilim Priest
- Todd Justin ca Nephilim Berserker
- Jak Fearon ca Nephilim Field Commander
- John Alton ca Nephilim Infiltrator
- Andrew Mallon ca Nephilim Warrior #1
- Emmett Callinan ca Nephilim Warrior #2
- Andrew Buist ca Nephilim Aqua Warrior
- Amanda Walion ca Robot Girl